# تكلفة اجتماعية

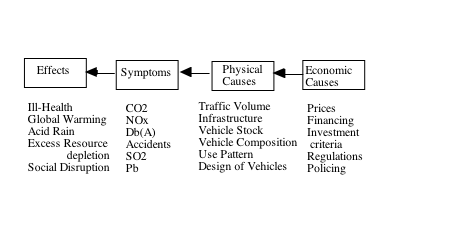
مخطط يوضح العلاقة بين الأسباب والنتائج في حساب التكلفة الاجتماعية ضمن علم اقتصاد النقل.

التكلفة الاجتماعية (بالإنجليزية: Social cost)‏، هي جمع التكاليف الخاصة بالإضافة إلى التكاليف الخارجية. وهو يقيس التكلفة المترتبة على المجتمع ككل جراء عملية إنتاجية أو قرار تجاري. وهذا يعني أنه لا يؤخذ فقط في الاعتبار التكاليف الداخلية للشركة، ولكن أيضاً الكلفة التي تفرض على المجتمع كنتيجةً مترتبةً على العمل (مثل التلوث أو البطالة) وهذه الأخيرة تكلفتها خارجة عن الشركة. والمعادلة لحساب هذه التكلفة موضحة فيما يلي: